# Euzebiusz z Vercelli
Euzebiusz z Vercelli (ur. ok. 283 na Sycylii, zm. 1 sierpnia 371 w Vercelli) – biskup, męczennik, jeden ze starożytnych italskich pisarzy wczesnochrześcijańskich, teolog, apologeta, święty Kościoła Katolickiego.

## Życiorys
Euzebiusz kształcił się w Rzymie. Sakrę biskupią otrzymał 16 grudnia 340 roku. Około 345 wybrany został pierwszym biskupem Vercelli w Piemoncie (dzisiejsze Włochy). Pierwszy na Zachodzie wprowadził zwyczaj wspólnego życia duchowieństwa. Za obronę Atanazego na synodzie mediolańskim w 355 skazany został na wygnanie do Scytopolis w Palestynie. W czasie wygnania przebywał również w Kapadocji oraz w Tebaidzie w Egipcie. Po powrocie do Italii wraz z Hilarym z Poitiers wystąpił przeciw arianom. Dążył do usunięcia ariańskiego biskupa z siedziby biskupiej w Mediolanie. 

## Pisma

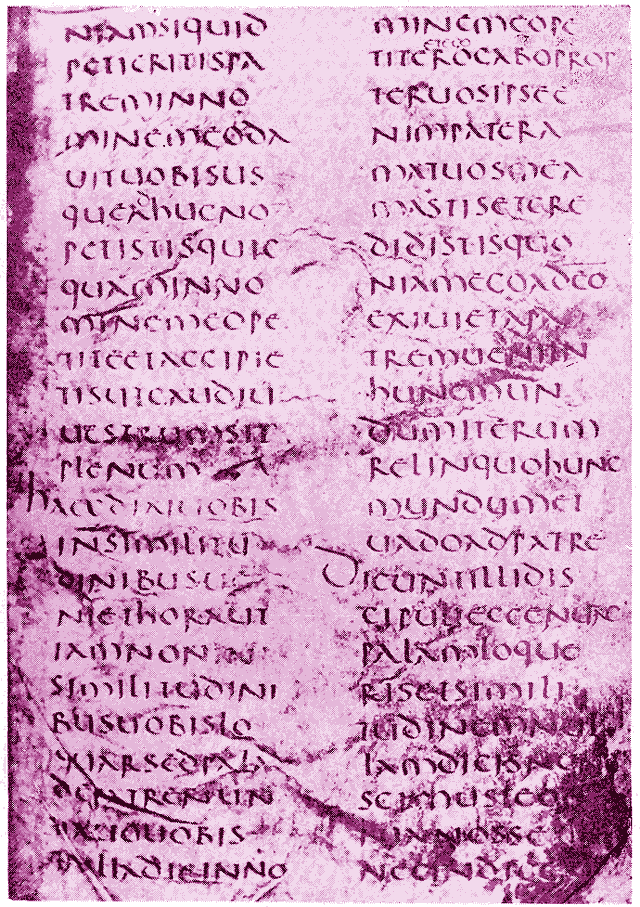
Fragment Kodeksu Vercellensis, napisanego przez Euzebiusza, biskupa Vercelli na północy Włoch, w roku 370. Ta sekcja zawiera Ewangelię Jana 16:23-30

Zachowały się jego trzy listy w tym: Do cesarza Konstancjusza II i Do duchowieństwa i wiernych Italii, oraz Kodeks Vercellensis. Zachował się również jego traktat o Trójcy Świętej, w którym w formie dialogu została podana nauka chrześcijańska o tej tajemnicy przeciwko arianom
Zaginął jego przekład Komentarza do Psalmów Euzebiusza z Cezarei.

## Kult
Euzebiusz został pochowany w bazylice, którą sam wystawił. Jego kult szybko rozprzestrzenił się w Italii i Galii. św. Grzegorz z Tours wyraża się o nim z największą czcią. Przechowywał też w swojej kaplicy część jego relikwii.
Dla wielu cierpień, jakie poniósł dla Chrystusa, diecezja w Vercelli czci go jako męczennika. Na prośbę biskupów okręgu papież Jan XXIII ogłosił św. Euzebiusza patronem diecezji przedalpejskich w 1961.
Dzień obchodów
Wspomnienie liturgiczne w Kościele katolickim obchodzone jest 16 grudnia w tradycyjnym kalendarzu, natomiast w nowym kalendarzu 2 sierpnia.
Ikonografia
W ikonografii święty przedstawiany jest jako biskup w szatach pontyfikalnych, czasami jako wygnaniec. 
Jego atrybutem jest księga.